# Contingentietheorie
Contingentietheorie, of Contingentiebenadering, is een theorie in de organisatiekunde, waarbij gesteld wordt dat kenmerken van een object van onderzoek afhangen van diverse factoren vanuit de omgeving van het object. De contingentiebenadering gaat uit van de gedachte dat elke omgeving aangepast gedrag verlangt.
In een organisatie ontstaan voor elk type omgevingsrelatie op die manier aparte afdelingen met een voor die omgevingsrelatie geschikte cultuur, werkwijze en professionalisering.

## Geschiedenis
Sinds de jaren 1960 zijn er in de organisatietheorie diverse contingentietheorieën ontwikkeld. De eerste contingentietheorie draaide rond de "academische vraagstelling naar de effectiefste organisatiestructuur". Hiermee pakte men volgens Kapteyn (2001) de "draad van de klassieke organisatieleer weer op. Maar nu vooral om verklaringen te zoeken voor verschillen die men waarnam tussen uiteenlopende organisaties ..."
William Richard Scott (2003) omschreef contingentietheorie als volgt: "De beste organisatievorm is afhankelijk van de omgeving waarin de organisatie opereert".

## Contingentiemodel van Fiedler
De contingentietheorie van Fiedler is een theorie over de effectiviteit van leiderschap, die is ontwikkeld door Fred Fiedler. Fiedler startte in 1951 een grootschalig onderzoeksprogramma, waarvan de belangrijkste bevinding was dat effectiviteit van leiderschap afhankelijk is van (in termen van Fiedler "contingent is met") kenmerken van de leider en van de situatie waarin de leider optreedt. De theorie werd in 1967 geïntroduceerd, in Fiedlers werk A Theory of Leadership Effectiveness.
Volgens Fiedler verschillen situaties in de mate waarin zij het de leider mogelijk maken invloed uit te oefenen op een groep. De verschillen worden met name door drie factoren bepaald:
- De aard van de relaties in de groep: de relaties tussen de groepsleden en de leider kunnen loyaal en coöperatief zijn en dan is er sprake van een voor de leider gunstige situatie. Maar ze kunnen ook gekenmerkt worden door competitie en conflicten, hetgeen ongunstig voor de leider.
- De structuur van de taak die door de groep moet worden uitgevoerd: een duidelijke taakstructuur kenmerkt zich door een vaststaand doel, weinig wegen waarlangs dat doel bereikt kan worden en een eenvoudige bepaling of vastgestelde oplossingen voor eventuele problemen correct zijn (zoals eenvoudige montagetaken). In een dergelijke structuur heeft een leider een eenvoudige taak. Maar in een ambigue taakstructuur zijn die kenmerken juist afwezig (zoals het vaststellen van nieuw beleid). Leiderschap is bij een ambigue taakstructuur minder eenvoudig.
- Positionele macht: de mate waarin de leider beschikt over machtsbronnen (zaken waaraan de leider macht onttrekt zoals persoonlijkheid, competenties en formele positie).

Fiedler concludeerde naar aanleiding van zijn onderzoeken dat taakgerichtheid bij leiders een gunstige eigenschap is bij taken die zeer veel controlemogelijkheden bieden of bij taken die zeer weinig controlemogelijkheden bieden. Bij tussenliggende taken is juist een persoonsgerichte leider effectiever.
Aangezien persoonlijkheid (taakgerichtheid versus persoonsgerichtheid) tamelijk stabiel is, suggereert de contingentietheorie dat de situatie zodanig zou moeten worden aangepast dat het past bij de leider. De contingentietheorie noemt dit "job engineering". Daarnaast wordt training van groepen gezien als een methode om de aard van de relaties in de groep te verbeteren.
Hoewel de theorie van Fiedler in verschillende andere onderzoeken is bevestigd, bestaat er ook kritiek op de contingentietheorie. De belangrijkste kritiek is dat de theorie weinig flexibel is. Tests die aan leiders werden afgenomen wezen bovendien uit dat hun geteste persoonlijkheidskenmerken niet steeds overeenkwamen met hun leidersgedrag, hetgeen suggereert dat taakgerichtheid versus persoonsgerichtheid wél te beïnvloeden is of dat de persoonlijkheidskenmerken niet altijd het gedrag beïnvloeden.